# 회암사 명 약사여래삼존도
회암사 명 약사여래삼존도(檜巖寺 銘 藥師如來三尊圖)는 서울특별시 용산구 국립중앙박물관에 있는, 조선시대 1565년 향엄 등 5명의 조각승이 참여하여 조성한 작품으로, 지장삼존, 시왕, 판관 및 사자 등 19구로 이루어진 대단위 불상군이다. 2019년 1월 3일 대한민국의 보물 제2012호로 지정되었다.

## 개요
‘회암사명 약사여래삼존도’는 1565년(명종 20) 중종 계비 문정왕후(文定王后, 1501～1565)가 명종의 만수무강과 왕비의 후손탄생을 기원하며 제작한 400점의 불화 중 하나로, 경기도 양주에 창건한 회암사(檜巖寺)의 낙성에 맞춰 조성된 것이다. 16세기 대표적 승려 보우(普雨)가 쓴 화기(畵記)에 의하면, 당시 석가약사·미륵·아미타불 등 모든 부처와 보살을 소재로 하여 금니화(金泥畵)와 채색화(彩色畵) 각 50점씩 조성했다고 한다. 
이 불화의 발원자인 문정왕후는 당시 막강한 권력을 소유했던 여인이자 많은 불사(佛事)를 추진한 불교후원자였으며, 불화를 봉안했던 회암사 역시 조선 전기 가장 규모가 컸던 왕실사찰이었다. 따라서 이 약사여래삼존도는 16세기 문정왕후에 의한 대규모 왕실 발원 불사라는 역사적, 불교사적으로 매우 주목되는 사건의 일환으로 제작된 것임을 알 수 있다. 
구도는 본존 약사여래를 중심으로 좌우에 일광보살과 월광보살을 배치한 간략한 형식이고 적갈색 비단 바탕에 금니(금물)로 그려 매우 화려하다. 주존과 협시보살 간의 엄격한 위계를 두어 고려불화의 전통을 따랐으나, 갸름한 신체와 작은 이목구비 등 조선 초기 왕실발원 불화의 특징을 잘 반영되어 있고 당대 최고의 기량을 지닌 궁중화원들이 제작한 만큼 격조 있는 품위와 섬세한 필력을 보여준다. 
당초 제작된 총400점의 불화는 대부분 산재되어 현재 미국과 일본 등지에 6점이 알려져 있으며, 국내에는 ‘약사삼존도’만이 유일하게 전래되고 있다. 발원자와 발원 대상자, 발원 목적과 봉안장소 등 조성과 관련된 모든 사실이 뚜렷하게 밝혀져 있는 불화이자 조선 16세기 불화의 기준작으로 조선 전기 왕실불교의 활성화에 영향을 끼친 여성들의 활동과 궁중미술을 연구하는데 매우 중요하게 평가되는 작품이다.

## 참고 자료
- 회암사 명 약사여래삼존도 - 국가유산청 국가유산포털